# Two Boys Kissing
Two Boys Kissing (lit. ‘Dos nois besant-se’) és una novel·la per a joves del 2013 escrita per l'autor nord-americà David Levithan . Inspirat en fets reals, el llibre narra a dos nois de 17 anys que es van proposar batre un rècord mundial Guinness besant-se durant 32 hores. El llibre inclou un narracions de generacions d'homes gais que van morir de sida. Al llarg de la narració, el llibre tracta temes com les relacions i la identitat de gènere.
Two Boys Kissing va ser nomenat 2014 Stonewall Honor Book for Children and Young Adult Books, i va ser seleccionat a la llista llarga del National Book Award 2013 for Young People's Literature.

## Recepció

### Premis
El 2013, Two Boys Kissing va rebre els següents premis i reconeixements:
- Lambda Literary li va concedir un Lammy en Literatura Infantil/Juvenil.[3] Es concedeix en funció del mèrit literari d'un llibre i del contingut relacionat amb la vida LGBT+.[4]
- La National Book Foundation el va col·locar a la llista del National Book Award 2013 for Young People's Literature.[2] Els jutges atorguen aquest honor als llibres que consideren "la millor literatura d'Amèrica" i que "tenen un lloc destacat a la cultura americana".[5]
- Va ser nominat pels lectors al Goodreads Choice Award de ficció per a joves,[6] els quals són els únics premis escollits pels lectors.

Al 2014, Two Boys Kissing va rebre els següents premis i reconeixements:
- L'American Library Associated el va batejar com a Stonewall Honor Book for Children and Young Adult Books.[1]

Aquest premi s'atorga a "obres en llengua anglesa de mèrit excepcional relacionades amb l'experiència gai, lesbiana, bisexual i transgènere".
- La State Library Victoria la va nominar al Silver Inky Award.[7]
- El Comitè de Serveis per a Joves Adults del Sistema de Biblioteques del Comtat de Milwaukee (MCFLS YASC) el va nominar per al Premi al Llibre Juvenil del Comtat de Milwaukee.[8] Aquest premi s'atorga a llibres de qualitat publicats per a lectors adolescents.
- La New Atlantic Independent Booksellers Association (NAIBA) el va nomenar Llibre Jove de l'Any NAIBA 2014.[9] Aquest premi reconeix a un autor que va viure al Nou Atlàntic o un llibre que té lloc a la regió. Els llibreters proposen i voten sobre els títols i atorguen a un llibre el Premi del Llibre de l'Any en cinc categories (ficció, no ficció, adult jove, grau mitjà i imatge).

### Problemàtica i censura
Two Boys Kissing s'ha vist sovint dins de polèmica. Segons l'Oficina de Llibertat Intel·lectual de l'Associació Americana de Biblioteques, Two Boys Kissing va ser el 18è llibre més prohibit i polèmic als Estats Units entre el 2010 i el 2019. A més a més, va encapçalar la llista l'organització tres vegades: 2015, 2016 i 2018 a causa del seu contingut homosexual, sexualment explícit i perquè consenteix i anima a la mostra pública d'afecte.
El 2014, el pare d'un nen de l'escola secundària del comtat de Fauquier va demanar que Two Boys Kissing fos retirat de les biblioteques del districte escolar a causa de la portada, que mostra dos nois fent-se un petó, argumentant que infringeix les normes de l'escola contra les mostres d'afecte públiques, a més a més perquè el llibre té 117 referències a paraules com “sexe” i “petó”. Una audiència pública amb el Consell Escolar del Comtat de Fauquier va fer que un comitè decidís per unanimitat que el llibre es mantindria a les prestatgeries.
Al 19 d'octubre de 2018, l'activista religiós Robert Dorr va agafar en préstec quatre llibres LGBT+ de la Biblioteca Pública d'Orange City d'Orange City, Iowa (inclòs Two Boys Kissing) i va procedir a cremar els llibres mentre transmetia el vídeo a les xarxes socials. Dorr va afirmar que estava "exercint la seva llibertat d'expressió i la llibertat de [la seva] fe bíblica". Al 2019, Dorr va ser condemnat per atemptat criminal de cinquè grau.
L'any 2022, Two Boys Kissing es va incloure entre els 52 llibres prohibits pel Districte Escolar Alpin després de la implementació de la llei HB 374 de Utah, "Materials sensibles a les escoles", el 42% dels quals "inclouen personatges i/o temes LBGTQ+". Molts dels llibres es van eliminar perquè es considerava que contenien material pornogràfic d'acord amb la nova llei, la qual la defineix utilitzant els criteris següents:
- "L'home mitjà" trobaria que el material, en general, "apel·la a un interès lasciu pel sexe"[19]
- El material "és evidentment ofensiu en la descripció o representació de la nuesa, la conducta sexual, l'excitació sexual, l'abús sadomasoquista o l'excreció"[19]
- El material, en conjunt, "no té un valor literari, artístic, polític o científic seriós".[19]